# Dear My Dear
Dear My Dear (кор. 사랑하는 그대에게; ром: salanghaneun geudaeeg) — второй мини-альбом южнокорейского певца Чена. Он был выпущен 1 октября 2019 года компанией SM Entertainment и распространен компанией Dreamus. В альбоме есть шесть треков, включая заглавный трек «Shall We?». Он доступен в двух версиях.

## Предпосылки и релиз
29 августа было сообщено, что Чен выпустит новый альбом в начале октября. 11 сентября название и обложка были объявлены. Официальная дата выпуска была объявлена 1 октября 2019 года, и начался онлайн-предварительных заказов на обе версии альбома. 20 сентября был объявлен тизер-график альбома. 21 сентября был опубликован трек-лист. 22 сентября был также показан фото-тизер. 23 сентября выяснилось, что заглавным треком является «Shall We?». 24 сентября был выпущен основной материал из треков «Amaranth», «Hold You Tight» и «You Never Know», а также пять фотозаголовок певца. В тот же день были опубликованы детали альбома. 25 сентября были выпущены пять фото-тизеров. 26 сентября была выпущена смесь из треков «Shall We?», «My Dear» и «Good Night». В тот же день вышел второй тизер клипа «Shall We?». 30 сентября были выпущены два фото-тизера. В тот же день было опубликовано интервью Чена «Shall We?». 1 октября в полночь музыкальное видео было официально выпущено.

## Продюсирование и композиции
«Shall We?», продюсером которой является Kenze, описывают как ретро-поп-песню, которая сочетает в себе утонченное настроение и романтическую мелодию, созданную стандартными классическими поп-аранжировками и лирикой о любви. «Amaranth» — это впечатляющая баллада с акустической гитарой, с посланием тоски и утешения любимому человеку. «Hold You Tight» — это акустическая песня с веселым гитарным звуком, слова которой выражают тепло и облегчение объятий любимого человека. «You Never Know» — это балладная песня, сочетающая в себе фортепиано, контрабас и ударные, напоминающая джазовое трио в сочетании с душераздирающими текстами о признании в любви тому, кого вы любите. «My Dear» описана как блестяще развитая песня брит-попа. Чен участвовал в написании текстов песни, которая привлекает внимание к прощанию прекрасной истории любви. «Good Night» описывается как целительная баллада с теплым посланием.

## Промоушен
1 октября, перед выпуском альбома, Чен провел показательное мероприятие в Yes24 live hall в Сеуле, Южная Корея для СМИ, где он рассказал о процессе создания альбома. В тот же день, за час до официального релиза альбома, Чен провел шоукейс под названием "Dear FM to you who I love, которая транслировалась в прямом эфире на Vlive app.
Чен начал выступать с «Swall Me?» на южнокорейских музыкальных шоу 6 октября.
4 октября певец провел мероприятие фансайн в концертном зале Yes24 в Сеуле. 8 октября Чэнь провёл фансайн в Lotte World Tower Auditorium. 9 октября певец провёл фансайн в Пусане и Тэгу.

## Трек-лист
| №  | Название                                    | Текст песни                                 | Музыка                                                            | Arrangement                               | Длительность |
| -- | ------------------------------------------- | ------------------------------------------- | ----------------------------------------------------------------- | ----------------------------------------- | ------------ |
| 1. | «Shall We?» (우리 어떻게 할까요?)           | Kenzie                                      | Kenzie                                                            | Kenzie                                    | 3:41         |
| 2. | «My Dear» (그대에게)                        | Kim Jong-dae Kim Je-hwi                     | Kim Je-hwi                                                        | Kim Je-hwi                                | 3:58         |
| 3. | «Amaranth» (고운 그대는 시들지 않으리)      | Eun Jong-tae (CLEF) Cody J (CLEF) CLEF CREW | Eun Jong-tae (CLEF) Cody J (CLEF) Choi Cheon-gon (CLEF) CLEF CREW | Eun Jong-tae (CLEF) Choi Cheon-gon (CLEF) | 3:16         |
| 4. | «Hold You Tight» (널 안지 않을 수 있어야지) | VERA (CLEF) CLEF CREW                       | VERA (CLEF) CLEF CREW                                             | VERA CLEF                                 | 3:14         |
| 5. | «You Never Know» (그댄 모르죠)              | SNNNY(CLEF) CLEF CREW                       | SNNNY(CLEF) CLEF CREW                                             | SNNNY(CLEF)                               | 4:07         |
| 6. | «Good Night» (잘 자요)                      | Min Yeon-jae                                | King's Choice Kim Dong-hee Benjamin 55                            | KingMing Kim Dong-hee Benjamin 55         | 3:39         |

## Чарты
| Чарты (2019)                       | Высшая позиция |
| ---------------------------------- | -------------- |
| French Digital Albums (SNEP)       | 45             |
| Япония (Oricon)                    | 36             |
| Japan Hot Albums (Billboard Japan) | 31             |
| South Korean Albums (Gaon)         | 1              |

## Продажи
| Регион | Продажи |
| ------ | ------- |
| Китай  | 43,350  |
| Япония | 1,902   |

## Награды и номинации

### Музыкальные программы
| Песня       | Программа                 | Дата             | Ссылка |
| ----------- | ------------------------- | ---------------- | ------ |
| «Shall We?» | Music Bank (KBS)          | 11 октября, 2019 | [ 40 ] |
| «Shall We?» | Show Champion (MBC Music) | 23 октября, 2019 |        |